# Cardinal Santos Medical Center
Het Cardinal Santos Medical Center is een privaat ziekenhuis in San Juan, Metro Manilla. Het ziekenhuis werd in 1974 opgericht en vernoemd naar kardinaal Rufino Santos.
Op de locatie van het ziekenhuis stond tot de Tweede Wereldoorlog het St. Paul’s Hospital. Dit ziekenhuis was voor de oorlog opgericht door de Maryknoll zusters Het ziekenhuis was een van de vele gebouwen die bij de herovering van Manilla door de Amerikanen in 1944 verwoest werden. Na de oorlog kreeg het ziekenhuis geld voor wederopbouw uit herstelfondsen toegekend. De wederopbouw kwam door economische problemen in de jaren erna echter niet van de grond. Uiteindelijk werd in de jaren zeventig met financiële hulp van het aartsbisdom van Manilla een nieuwe ziekenhuis met 235 bedden gebouwd. Op 15 augustus 1974 werd het Cardinal Santos Memorial Hospital, vernoemd naar de kort daarvoor overleden aartsbisschop van Manilla, geopend. In 1988 kreeg het ziekenhuis de huidige naam, Cardinal Santos Medical Center.